# چی تائه-وون
چی تائه-وون (به کره‌ای: 최태원) (زاده ۳ دسامبر ۱۹۶۰) کارآفرین و مدیر ارشد اجرایی کره‌ای است، که در حال حاضر به‌عنوان مدیر عامل اجرایی و رییس هیئت مدیره شرکت اس‌کی گروپ فعالیت می‌نماید.